# 荫指草
荫指草（学名：Digitaria diversinervis）为禾本科马唐属下的一个种。